# Зарецький Олексій Вікторович
Олексій (Олесь) Зарецький (16 листопада 1954, Київ — 24 грудня 2018) — український мовознавець, культуролог, громадський діяч; біограф та дослідник творчості своїх батьків.

### Батьки
Алла Горська (1929—1970) – суспільно-політична діячка, художниця. Віктор Зарецький (1925—1990) – художник, педагог. Дід по материній лінії – Олександр Горський (1898—1983) – організатор кіновиробництва.
Олексій Зарецький народився в Києві в 1954 році. У 1962—1972 роках навчався в середній школі № 87. Закінчив відділення прикладної лінгвістики Київського університету імені Тараса Шевченка (1977). Там же 1983 року закінчив аспірантуру при кафедрі загального мовознавства та класичної філології, а 1984 захистив кандидатську дисертацію зі спеціальності загальне мовознавство «Семантико-функціональний аналіз циклу слів з домінантним значенням спорідненості» (науковий керівник професор Андрій Білецький). За УРСР працював в Інституті кібернетики Академії наук (1977—1980), Київському педагогічному інституті іноземних мов (1980—1986), Київському вищому зенітному ракетному інженерному училищі (1986—1990).

## Архівна та меморіальна діяльність
Після вбивства спецгрупою КДБ Алли Горської 28 листопада 1970 року Олексій зумів вистояти завдяки тому, що батько Віктор Зарецький і дід Олександр Горський витримали трагедію і надавали один одному підтримку. Багато хто зі знайомих не злякався й не відцурався опальної родини. Віктор та Олексій Зарецькі зберегли родинний архів, мистецьку колекцію.
На початку 1990-х Олексій сприяв закладенню низки фондів, які стосувалися його батьків, в архівах і музеях України — Центральному державному архіві музеї літератури і мистецтва, Національному музеї літератури, Національному художньому музеї та інших, які стали основою для досліджень шістдесятництва, виставкої та просвітницької роботи. Надав твори батьків для фондів за кордоном — найбільшій у світі колекції радянського нонконформізму — Нортона та Ненсі Додж Ратгерського університету, Музею Берлінської стіни Чекпоінт Чарлі.
У часописах «Київ», «Образотворче мистецтво» «Слово і час» опублікував нотатки та епістолярій Алли Горської та Віктора Зарецького. Тоді ж він зібрав усні спогади про Аллу Горську. Ці матеріали стали однією з основ документального збірника «Червона тінь калини. Алла Горська» (1996, у співавторстві з Миколою Маричевським), а пізніше «Пошуки коріння. Художник Віктор Зарецький» (2009).
У 1991–94 роках, працюючи радником міністрів культури України Лариси Хоролець та Івана Дзюби, координував низку заходів: читань, виставок, меморіальних вечорів, присвячених 30-річчю від часу активної діяльності Клубу творчої молоді «Сучасник» (1993). Зініціював наказ Мінкультури «Про відзначення 25-річчя від дня смерті визначної художниці та громадського діяча Алли Горської». Відзначення цього ювілею включало встановлення меморіальної дошки на будинку по вулиці Рєпіна 25, де у 1944–70 роках жила Алла Горська (тоді вже Терещенківській), і відкритої наприкінці листопада 1995 року; проведення виставки в Національному художньому музеї (відбулась у листопаді – грудні 1995); видання книги; встановлення нового пам'ятника на могилі (відкрито у листопаді 1999 року).
Книга «Червона тінь калини» стала одним з перших кроків, поштовхом у меморіальній діяльності та дослідженнях феномену шістдесятництва.
Автор спогадів про Івана Гончара, Миколу Лукаша, Євгена Сверстюка, Леся Танюка, Опанаса Заливаху, Петра Мощича.

## Наукова робота
З 1995 року – старший науковий співробітник, а протягом 1996 — 98 років учений секретар Інституту української мови НАН України, де досліджував політичний дискурс доби пізньої УРСР та незалежної України. Його монографія «Офіційний та альтернативний дискурси. 1950-80-ті роки в УРСР» була піонерною в Україні.
У 1998—2000 роках працював за сумісництвом професором Київського національного університету культури і мистецтв при кафедрі культурології. Читав спецкурси «Дискурс української культури 1950 – 80-х років», «Проблеми українського постмодернізму».
У 2009—2015 роках працював у Науково-дослідному інституті українознавства, де досліджував шістдесятництво як культурне, суспільне, мистецьке явище; світовий контекст українського шістдесятництва. Завідував відділами координації вітчизняних та зарубіжних центрів українознавства (2010–11), культурологічних досліджень (2014–15).
Редактор книжок Людмили Огнєвої про Аллу Горську, підготованих значною мірою на базі фондів ЦДАМЛМУ, консультант дослідників творчості художників-шістдесятників Олесі Авраменко, Лесі Смирної, які видали монографії про Віктора Зарецького.
2010 року вперше опрацював у ГДА СБУ та опублікував розсекречені у 2008—2009 роках документи, що стосуються Алли Горської, брав участь у кількох громадських розслідуваннях її вбивства.

## Громадська діяльність
У 1997—2006 роках учасник багатьох наукових конференцій та громадсько-політичних українсько-польських заходів. Учасник стипендіальних програм, зокрема, Фундації польсько-чесько-словацької солідарності (Варшава) та Каси імені Юзефа Міановського — фундації підтримки науки (Варшава), програми обмінів академій наук Польщі та України. Популяризатор теми шістдесятництва у Польщі — його статті там неодноразово перекладили і публікували. Член ради Центру українсько-польських студій (з 2001).
У квітні 2011 року обраний головою правління ГО «Музей шістдесятництва». Було проведено організаційно-адміністративну роботу, що стосувалася архітектурно-будівельної експертизи приміщення по вул. Олеся Гончара, 33 , ремонту, встановлення музейного обладнання. Музей було відкрито 22 серпня 2012 року.

## Праці
- Алла Горська. Червона тінь калини. Листи, спогади, статті / Ред. та упор. О.Зарецького, М.Маричевського. — Київ, Спалах. — 1996. — 240 с.
- Zarieckij, O.Koniec lat czterdziestych czas ostatecznego ustanowienia jednolitego systemu bolszewizmu // Pamiętny rok 1947. — Rzeszów. –2001. S.251 –265.
- Zarieckij, O. Diaspora ukraińska w «zachodnim śwecie» na łamach czasopism kulturalnych USSR lat sześćdzsiesiątych XX wieku // Upadek imperiów i rozwój migracji. Migracje i społeczeństwo. — Warszawa, 2003. — № 8. — S.148 — 157.
- Zareckij Oleksij. Fenomen ruchu pokolenia sześćdzsiesiątych na Ukraine // Drogi do wolnosci w kulturze Europy Środkowej i Wschodniej. — Poznań, 2007. — Wydawnictwo WiS. — S. 62 — 71.
- Зарецький О. Офіційний та альтернативний дискурси. 1950-80-ті роки в УРСР. — Вид. 2, випр. та доповн. — Київ, Інститут української мови НАН України. — 2008. — 444 с. (Перше видання 2003 р.)
- Зарецький О. Поняття залишковості пізньої радянщини: соціолінгвістичний аспект[недоступне посилання з липня 2019]
- Художник Віктор Зарецький. Пошуки коріння. Листи, нариси, спогади, статті / Ред., упор. та підготовка тексту О. Зарецького. — Київ, ННДІУ, 2009. — 268 с. [Архівовано 23 травня 2015 у Wayback Machine.]
- Зарецький О. Алла Горська під ковпаком КДБ. Антиукраїнська спрямованість спецоперацій // Фундатор сучасного українознавства. Збірник наукових праць на пошану 80-річчя Петра Кононенка. Київ, 2011. — С. 54 — 58.
- Зарецький О. Алла Горська і початки Клубу Творчої Молоді «Сучасник» // Лесь Танюк. Твори. Щоденники без купюр. — Т.ХХХ. Довідковий. — Київ. — Альтерпрес. — 2014. — С.18 — 37.